# (90568) 2004 GV9
(90568) 2004 GV9 ist ein großes transneptunisches Objekt im Kuipergürtel, das bahndynamisch als erweitertes Scattered Disk Object (DO) oder als Cubewano (CKBO) klassifiziert ist. Aufgrund seiner Größe ist der Asteroid ein Zwergplanetenkandidat.

## Entdeckung
(90568) 2004 GV9 wurde am 13. April 2004 von einem Astronomenteam, bestehend aus Steven Pravdo, Daniel MacDonald, Kenneth Lawrence und Michael Hicks, im Rahmen des Near Earth Asteroid Tracking am 1,2–m–Oschin-Schmidt-Teleskop des Palomar-Observatoriums (Kalifornien) entdeckt. Die Entdeckung wurde am 14. April 2004 bekanntgegeben, der Planetoid erhielt später von der IAU die Kleinplaneten-Nummer 90568.
Nach seiner Entdeckung ließ sich 2004 GV9 auf Fotos vom 21. Dezember 1954, die im Rahmen des Digitized-Sky-Survey-Programmes ebenfalls am Palomar-Observatorium gemacht wurden, zurückgehend identifizieren und so seinen Beobachtungszeitraum um 50 Jahre verlängern, um so seine Umlaufbahn genauer zu berechnen. Seither wurde der Planetoid durch verschiedene Teleskope wie das Herschel- und das Spitzer-Weltraumteleskop sowie erdbasierte Teleskope beobachtet. Im November 2017 lagen insgesamt 125 Beobachtungen über einen Zeitraum von 61 Jahren vor. Die bisher letzte Beobachtung wurde im Juni 2018 am Vegaquattro-Observatorium (Piemont) durchgeführt. (Stand 12. März 2019)

## Eigenschaften

### Umlaufbahn
2004 GV9 umkreist die Sonne in 274,32 Jahren auf einer fast kreisförmigen Umlaufbahn zwischen 38,84 AE und 45,60 AE Abstand zu deren Zentrum. Die Bahnexzentrizität beträgt 0,080, die Bahn ist 21,92° gegenüber der Ekliptik geneigt. Derzeit ist der Planetoid 39,61 AE von der Sonne entfernt. Das Perihel durchlief er das letzte Mal 1991, der nächste Periheldurchlauf dürfte also im Jahre 2265 erfolgen.
Marc Buie (DES) klassifiziert den Planetoiden als erweitertes SDO (ESDO bzw. DO), während vom Minor Planet Center keine spezifische Einstufung existiert; letzteres ordnet ihn als Nicht-SDO und allgemein als «Distant Object» ein. Das Johnston’s Archive führt ihn dagegen als Cubewano auf, wobei er zu den bahndynamisch «heißen» klassischen KBO gehören würde.

### Größe und Rotation
Mit dem Spitzer-Weltraumteleskop wurde 2007 ein Durchmesser von 677±70 km ermittelt. Kombiniert mit den Daten des Herschel-Weltraumteleskops wurde er 2012 auf 680±34 km präzisiert. Ausgehend letzterem Durchmesser ergibt sich eine Gesamtoberfläche von etwa 1.453.000 km². Die scheinbare Helligkeit von 2005 RN43 beträgt 20,00 m.
Da anzunehmen ist, dass sich 2004 GV9 aufgrund seiner Größe im Hydrostatischen Gleichgewicht befindet und somit weitgehend rund sein muss, sollte er die Kriterien für eine Einstufung als Zwergplanet erfüllen. Mike Brown geht davon aus, dass es sich bei 2004 GV9 höchstwahrscheinlich um einen Zwergplaneten handelt, auch Gonzalo Tancredi akzeptierte ihn 2010 als möglichen Zwergplaneten, schlug der IAU jedoch nicht vor, ihn offiziell als solchen anzuerkennen.
Anhand von Lichtkurvenbeobachtungen rotiert 2004 GV9 in 5 Stunden und 51,6 Minuten einmal um seine Achse. Daraus ergibt sich, dass er in einem 2004 GV9-Jahr 410356,5 Eigendrehungen („Tage“) vollführt. Dies ist allerdings noch mit einigen Unsicherheiten behaftet, da die damalige Beobachtungszeit nicht ausreichte und die Fehlerquote bei ungefähr 30 % liegt.
| Jahr                                         | Abmessungen km   | Quelle              |
| -------------------------------------------- | ---------------- | ------------------- |
| 2007                                         | 677,2 +71,3−69,3 | Stansberry u. a.    |
| 2008                                         | 636,0            | Tancredi            |
| 2008                                         | 684,0 +68,0−78,0 | Brucker u. a.       |
| 2010                                         | 677,0            | Tancredi            |
| 2012                                         | 680,0 ± 34,0     | Vilenius u. a.      |
| 2018                                         | 730,34           | LightCurve DataBase |
| 2018                                         | 703,0            | Brown               |
| Die präziseste Bestimmung ist fett markiert. |                  |                     |